# Sondergut

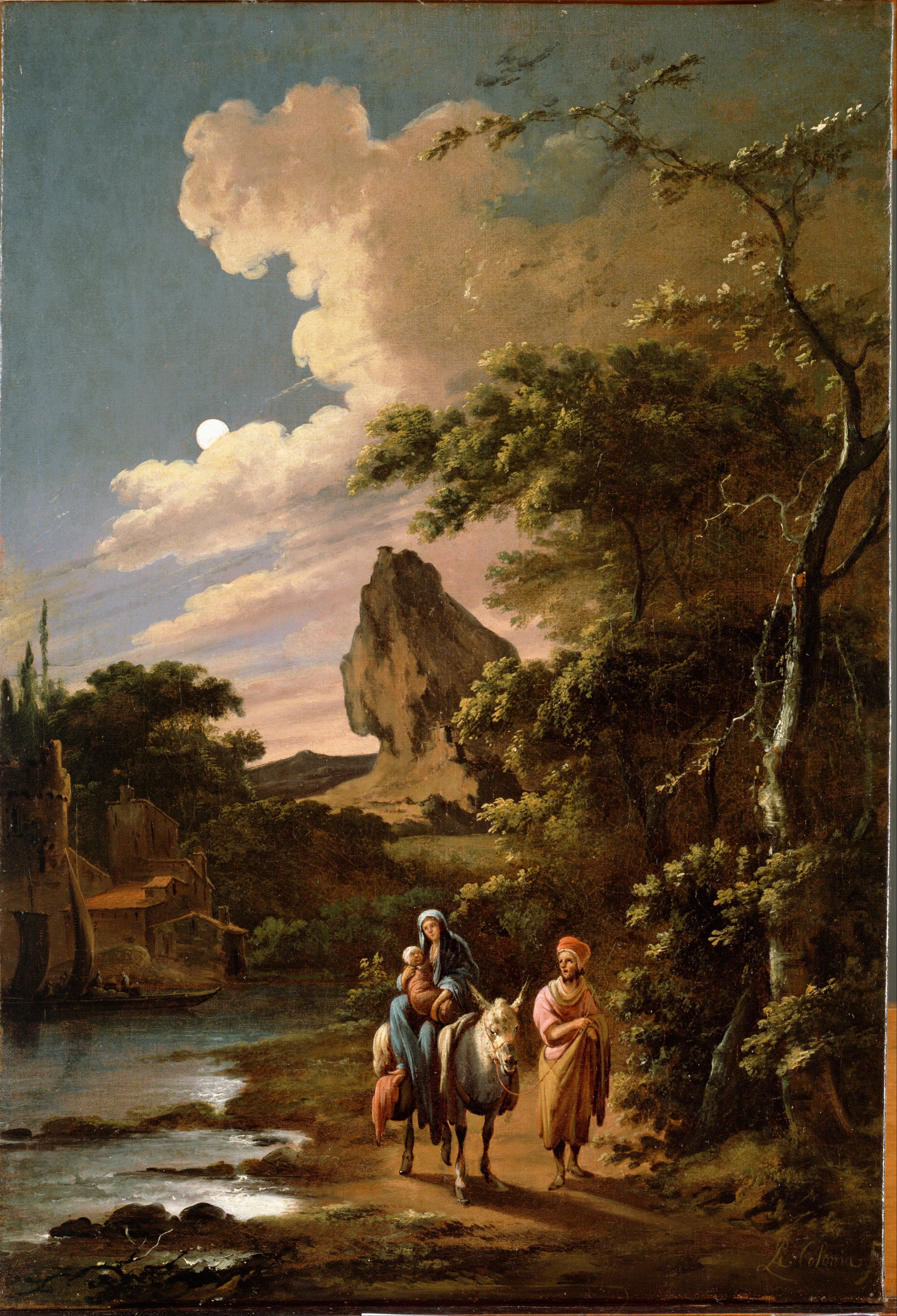
La Fugida a Egipte forma part del Sondergut de Mateu. Quadre d'Adam Colonia.

El Sondergut [ˈzɔndɐˌɡuːt] (en alemany, « ben net ») és, en exegesi bíblica, la part específica de cadascun dels llibres de la Bíblia respecte als altres. Aquesta noció revesteix una importància capital en l'estudi del Nou Testament i del problema sinòptic com és abordat per la teoria de les dues fonts.

## Presentació
El Sondergut, o « tradició pròpia », és el material literari emprat per un únic redactor i absent dels escrits dels altres autors.
Segons la teoria de les dues fonts, avui àmpliament admesa pels investigadors, l'Evangeli segons Marc ha estat recuperat en la seva quasi-totalitat pels de Mateu i de Lluc: en total, 635 versicles de 661 segons Daniel Marguerat. A partir d'això, l'anterioritat de Marc queda establerta, en paral·lel amb l'existència d'una hipotètica « Font Q »: un recull de logia de Jesús de Natzaret el material del qual es troba a Mateu i Lluc.
Ara bé els evangelis de Mateu i de Lluc contenen cadascun elements que són propis: el Sondergut de Mateu, anomenat Smt, i el Sondergut de Lluc, anomenat Slc. Fora dels manlleus a Marc i a la Font Q, els dos evangelistes en efecte han utilitzat independentment l'un respecte a l'altre corpus particulars, compostos de logia i de relats, que constitueixen el Sondergut de cadascun.
El debat actual porta sobre la línia de repartiment entre el Smt i el Slc d'un costat, i la Font Q de l'altre.

## Sondergutde Marc

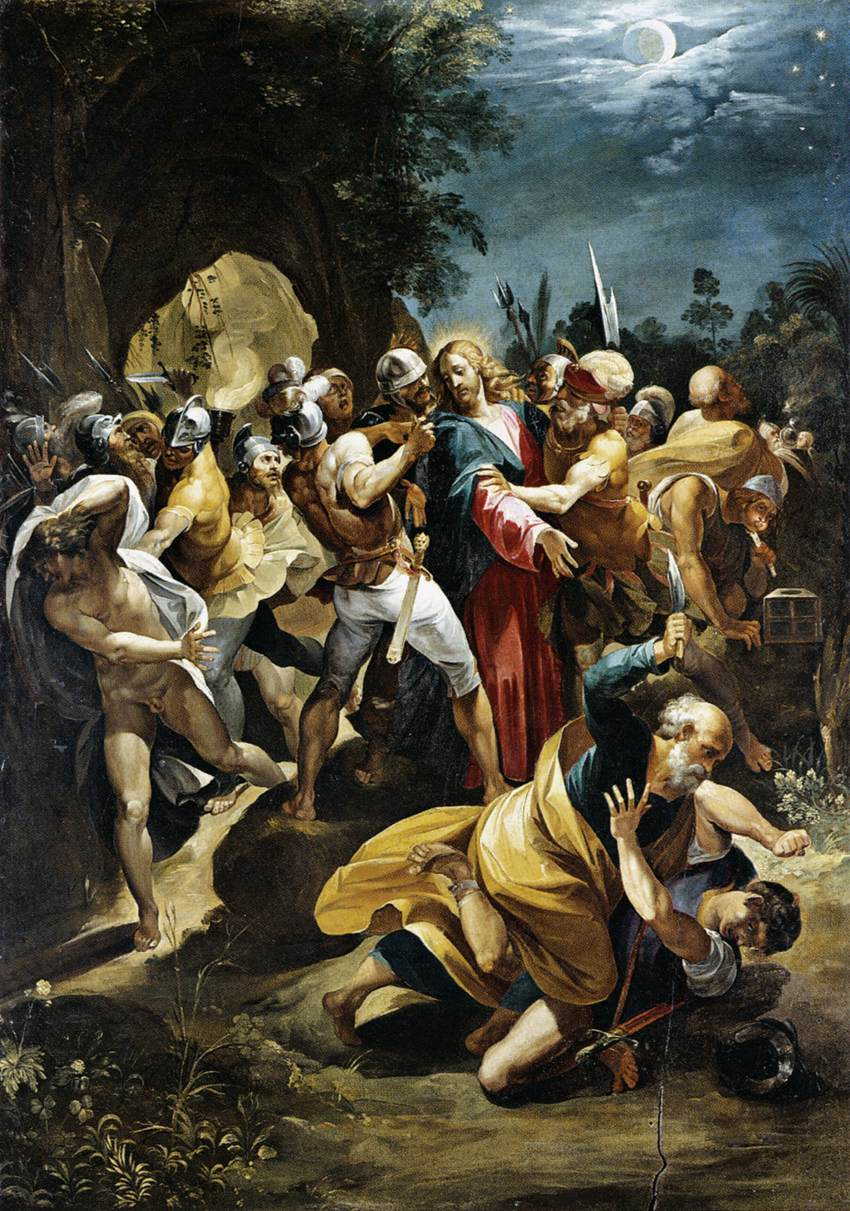
La Detenció del Crist, quadre de Cavaller d'Arpin (v. 1597), amb, a l'esquerra, el jove nu sota el seu llençol. La presència d'aquest personatge és propi del text de Marc

El Sondergut de Marc només comprèn 26 versicles (sobre un total de 661) segons Daniel Marguerat, entre els quals :
- Mc 2:27
- Mc 3:20-21
- Mc 4:26-29: la Llavor (paràbola)
- Mc 7:31–37: el Curació del sord-mut de Decàpolis
- Mc 8:22–26: el Cec de Betsaida
- Mc 9:48-49
- Mc 14:51-52: el Jove nu
- Mc 15:44

## Sondergutde Mateu
El Sondergut de Mateu comprèn 310 versicles (sobre un total de 1068) segons Daniel Marguerat : essencialment l'evangeli de la infantesa (1-2), diversos logia entre els quals el Sermó de la muntanya, l'enviament en missió i el discurs contra els fariseus, diverses paràboles i finalment el relat de la Passió de Jesús. Se cita sobretot:
- Mt 1:1–17: la Genealogia de Jesús (descendent)
- Mt 2:1–23: els Reis d'Orient (2:1–12), la Fugida a Egipte (2:13–15), la Matança dels Innocents (2:16-18) i la Tornada d'Egipte seguit de l'establiment a Natzaret (2:19-23)
- Mt 5:33–37
- Mt 6:1–6
- Mt 6:16–18
- Mt 10:34

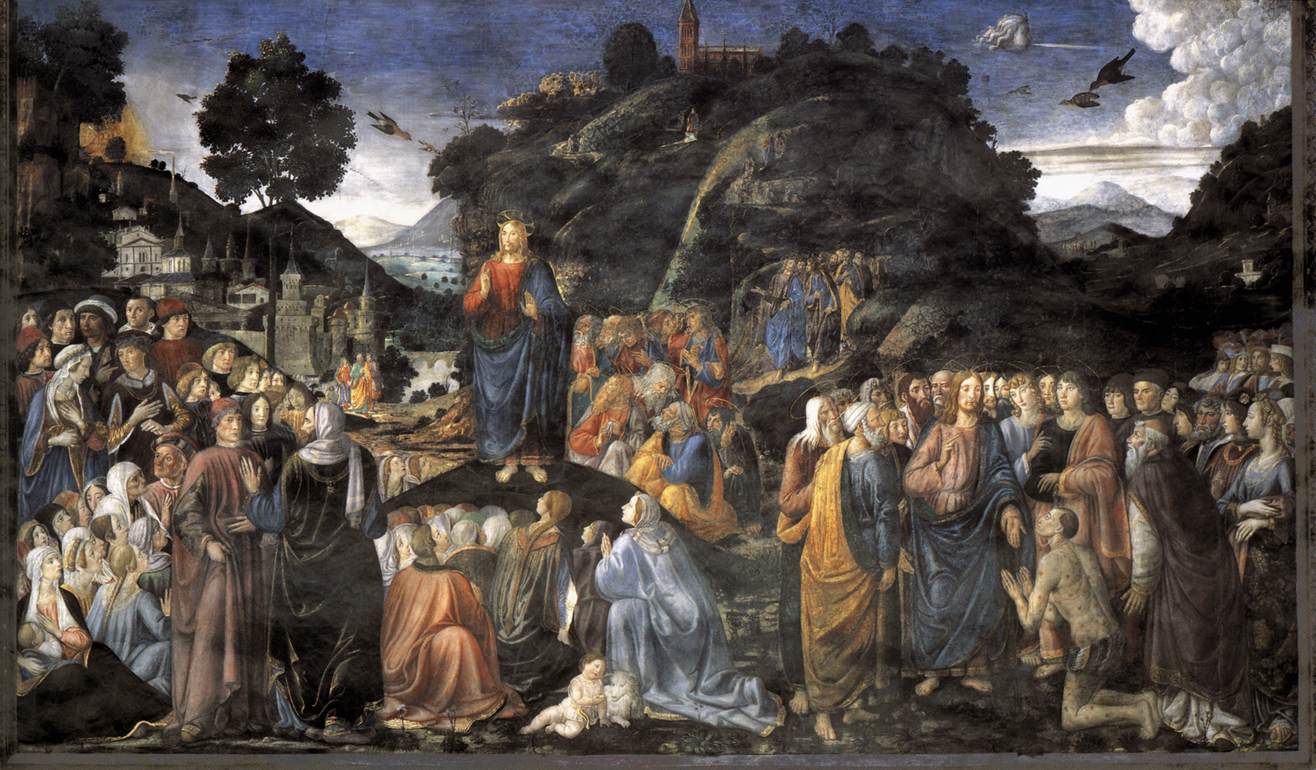
El Sermó de la muntanya forma part del Sondergut de Mateu. Fresc de Cosimo Rosselli, capella Sixtina.

- Mt 13:24–30: Paràbola del blat i el jull
- Mt 13:36–52: la Paràbola de la xarxa de pescar (13:47-50)
- Mt 17:24–27
- Mt 18:15–35
- Mt 20:1–16: la Paràbola dels treballadors de la vinya
- Mt 21:31–35
- Mt 25:1–13: la Paràbola de les verges nècies i prudents
- Mt 25:31–46
- Mt 27:24-25: la Maledicció de la sang
- Mt 27:62–66
- Mt 28:11–20

## Sondergutde Lluc

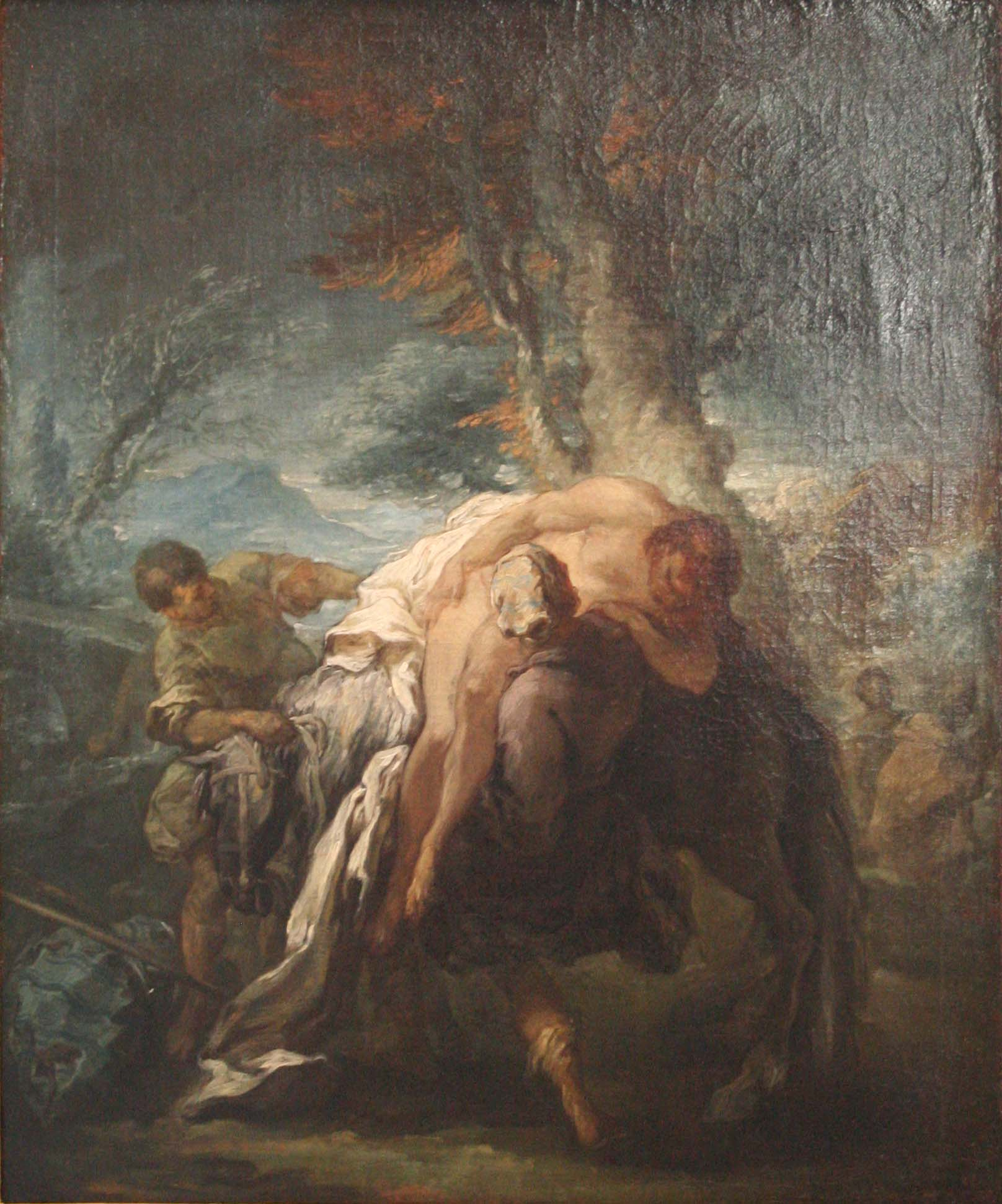
El Bon Samaritain forma part del Sondergut de Luc. Quadre de Charles-André van Loo.

El Sondergut de Lluc comprèn 550 versicles (sobre un total de 1149) segons Daniel Marguerat, entre els quals l'evangeli de la infantesa, la genealogia de Jesús, la predicació inaugural a Natzaret, diferents paràboles (el Bon Samarità, Paràbola de l'amic inoportú, Paràbola de l'home ric, la figuera estèril, el dracma perdut, el fill pròdig, Llàtzer el leprós Paràbola del fariseu i el publicà), relats de miracles, fragments de la Passió de Jesús i narracions pascuals. Es tracta entre d'altres dels textos següents:
- Lc 1:5–25: l'anunci del naixement de Joan Baptista.
- Lc 1:39–79: la Visitació (1:39–45), el Magníficat (1:46–56), el naixement i la circumcisió de Joan Baptista (1:57–66), el Càntic de Zacaries (1:67–79)
- Lc 2:1–52: la Nativitat de Jesús i l'Adoració dels pastors (2:1–20), la Circumcisió de Jesús (2:21), la Presentació de Jesús al Temple (2:22–28), el Nunc dimittis (2:29–32), la Profecia de Simeó (2:33–35), la Profecia d'Anna (2:36–38), la Vida oculta de Jesús a Natzaret (2:39–40), La Pèrdua del Nen Jesús al Temple (2:41–50) i la continuació de la vida oculta a Natzaret (2:51–52)
- Lc 3:23-38: la Genealogia de Jesús (ascendent)
- Lc 7:34–50: la pecadora perdonada i els dos deutors (7:41-43)
- Lc 8:1–2
- Lc 10:25–37: el bon Samarità i la Regla d'Or
- Lc 11:5–8: l'amic inoportú
- Lc 12:16-21: l'Home ric
- Lc 13:6-9: la Paràbola de la figuera estèril
- Lc 15:1–32: el Paràbola de la dracma perduda (15:8-10) i el Paràbola del fill pròdig (15:11-32)
- Lc 16:1-8: l'estalviador infidel
- Lc 16:19-30: Llàtzer el leprós
- Lc 17:11–19: el Guariment dels deu leprosos
- Lc 18:9-14: la paràbola del fariseu i del publicà
- Lc 19:1–10: Zaqueu
- Lc 23:39–43: el Mal Lladre i Dimes el Bon Lladre
- Lc 24:13–35: els Pelegrins de Emmaús